# Zarečica
Zarečica este o localitate din comuna Ilirska Bistrica, Slovenia, cu o populație de 124 de locuitori.